# Buarremon
Buarremon — рід горобцеподібних птахів з родини вівсянкових. Недавні дослідження показали, що рід повинен бути об'єднаний з родом (Arremon).

## Види
- Buarremon atricapillus (Lawrence, 1874)
- Buarremon brunneinucha (Lafresnaye, 1839)
- Buarremon torquatus (Lafresnaye et d'Orbigny, 1837)
- Buarremon virenticeps (Bonaparte, 1855)